# 烏爾蘇盧伊鄉
46°48′N 27°4′E / 46.800°N 27.067°E
烏爾蘇盧伊鄉（羅馬尼亞語：Comuna Valea Ursului, Neamț），是羅馬尼亞的鄉份，位於該國東北部，由尼亞姆茨縣負責管轄，面積60平方公里，海拔高度272米，2007年人口4,148，人口密度每平方公里70人。